# Monsieur je-sais-tout
Cet article possède des paronymes, voir Je sais tout, C'est jeune et ça sait tout, Les Divagations de Monsieur Sait-Tout et M. Je-Sais-Tout: Conseils impurs d'un vieux dégueulasse.
Ne doit pas être confondu avec Mr. Know It All.
Pour plus de détails, voir Fiche technique et Distribution.
Monsieur je-sais-tout est une comédie dramatique française écrite et réalisée par Stéphan Archinard et François Prévôt-Leygonie sortie en 2018. 
Le film qui narre les relations entre un enfant autiste Asperger et son oncle, entraîneur de football, est adapté du roman d'Alain Gillot, La Surface de réparation (paru chez Flammarion en 2015).

## Synopsis
Vincent Barteau, un quadragénaire divorcé, est un ex footballeur professionnel désormais entraîneur d'un club de recrutement de jeunes talents du football. En rupture avec sa famille, il avait définitivement claqué la porte de ses parents dès 18 ans quand son père avait refusé de le voir embrasser la carrière de footballeur. 
Sa sœur, Pauline, personnage compliqué qui court le monde, a abandonné son fils Léonard à ses grands-parents, propriétaires d'un château sur une île de la côte atlantique. 
Alors que Françoise Barteau, mère de Vincent, est à l'hôpital pour subir un pontage, ses deux employés espagnols, Antonio et Lidia se débarrassent de Léonard, de surnom Léo, pour le confier à Vincent, contre son gré, alors que ce dernier se prépare à partir en Chine pour aller y entraîner une équipe de football. 
Léo est autiste très nerveux et introverti qui débite des paroles répétitives d'une voix monocorde et fait des calculs sur tout, appliquant des lois statistiques à tous ses choix. Et il est remarquablement doué pour le jeu des échecs.
Vincent, est, dès lors, forcé de traîner Léo, qu'il ne connaissait pas auparavant, sur le terrain de football, et ne sait pas quoi faire de ce neveu encombrant. Mais Léo, malgré sa pathologie, s'intéresse au football et finit par se faire intégrer à l'équipe de jeunes talents. Or Léo se révèle doté d'une puissante capacité à calculer la tactique footballistique et la trajectoire des ballons, car il y applique la gestion des multiples potentialités de mouvement de l'échiquier, et trouve « simplistes », par comparaison, les options tactiques du football qu'il étudie systématiquement sur des vidéos qu'il repasse inlassablement. Il peut alors faire l'affaire dans le rôle de gardien de but, où ses capacités hors norme d'anticipation font merveille. Si bien qu'il émet le vœu de tenter une carrière dans le métier. 
Il progresse beaucoup dans sa socialisation avec le soutien du médecin du club, la jeune docteure Saubade, malgré la rudesse et l'arrogance de Vincent. Mais malgré lui, celui-ci devient peu à peu plus indulgent et empathique envers Léo qui finit par partager cet engouement pour ce sport.
Cependant, Léo apprend que Vincent doit partir en Chine. L'enfant va donc devoir regagner une structure adaptée. Il se renferme, dès lors, dans sa « bulle » (en fait il reste mutique) et finit par se retrouver en structure psychiatrique, le chef de service lui ayant diagnostiqué une schizophrénie. Vincent, qui a enfin compris, avec l'aide de Mathilde la jolie docteure, à quel point il s'est attaché à Léonard, va devoir se battre contre les médecins hospitaliers et regagner la confiance du jeune Léo, pour le faire sortir de son mutisme. Et de son impasse psychiatrique.

## Fiche technique
Sauf indication contraire ou complémentaire, les informations mentionnées dans cette section peuvent être confirmées par la base de données IMDb.
- Titre original : Monsieur je-sais-tout
- Réalisation : Stéphan Archinard et François Prévôt-Leygonie
- Scénario : Stéphan Archinard, François Prévôt-Leygonie et Alain Gillot, d'après le roman La Surface de réparation d'Alain Gillot
- Musique : Matthieu Gonet
- Décors : Pierre Ferrari
- Costumes : Aurore Pierre
- Photographie : Pierre-Hugues Galien
- Son : Marc-Antoine Beldent et Matthieu Bricout
- Montage : Hervé Schneid
- Production : Wassim Béji et Sidonie Dumas
- Société de production : WY Productions / Gaumont
- Société de distribution : Gaumont
- Pays de production :  France
- Langue originale : français
- Format : couleurs
- Genre : comédie dramatique
- Durée : 99 minutes
- Date de sortie :
  - France : 9 mai 2018

## Distribution

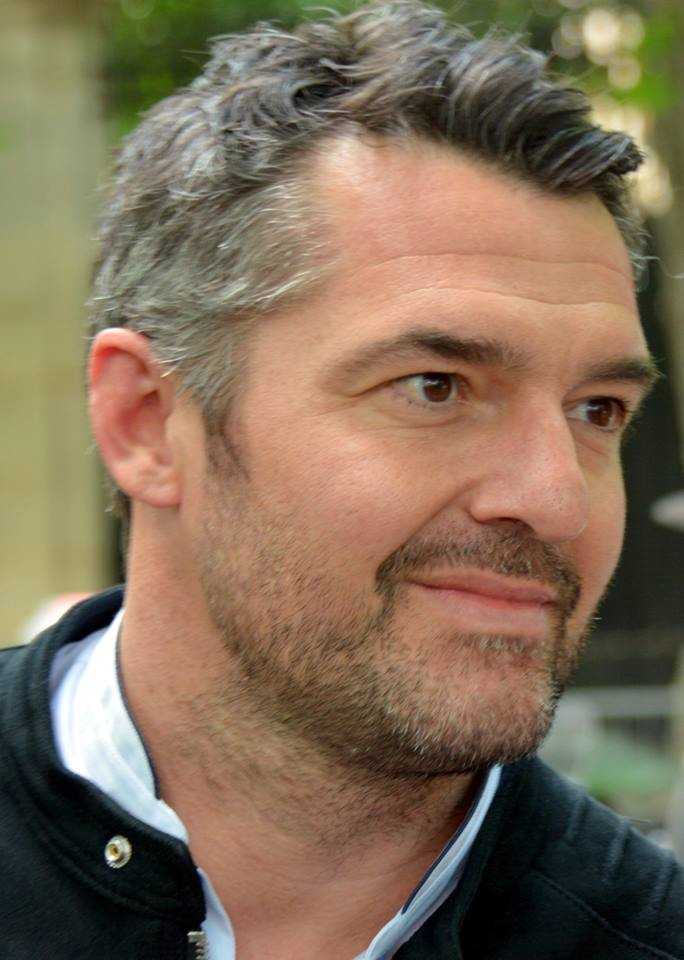
Arnaud Ducret

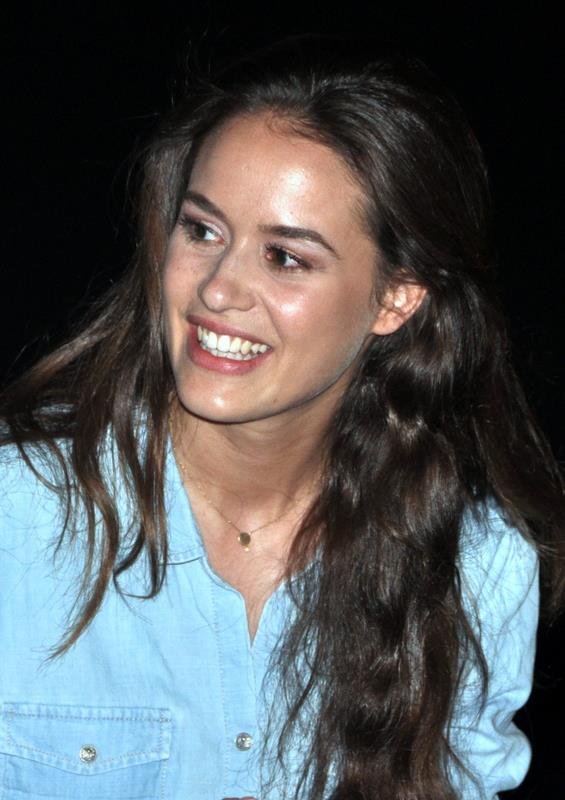
Alice David

- Arnaud Ducret : Vincent Barteau, l'entraîneur
- Max Baissette de Malglaive : Léonard Barteau, le neveu de Vincent
- Alice David : Mathilde Saubade, la médecin du club de football
- Féodor Atkine : Antonio, le gardien du château de Françoise Barteau
- Marina Tomé : Lidia, femme d'Antonio, la gardienne du château de Françoise Barteau
- Bruni Makaya : Omar, un jeune footballeur
- Hugo Chalan : Kévin, un jeune footballeur
- Sayyid El Alami : Shérif, un jeune footballeur
- Jean-François Cayrey : Louis Germain, le président du club de football
- Caroline Silhol : Françoise Barteau, la mère de Vincent
- Jean Dell : Docteur Picard
- Christophe Bourseiller : Docteur Jais, le médecin de la commission pour le recrutement des footballeurs
- Aladin Reibel : Docteur Props, médecin de l'hôpital psychiatrique
- Delphine Serina : Zoé, l'infirmière de l'hôpital psychiatrique
- David Van Severen : l'ami de Mathilde

## Production

### Tournage
Les premières images du film ont été tournées à La Rochelle et dans sa région (Charente-Maritime). Les paysages de Nieul-sur-Mer, le port de commerce de La Pallice, L'Houmeau, Marsilly, ainsi que le pont de l'île de Ré servent aussi de décor au film.
Pour se préparer, l'acteur Arnaud Ducret a visionné plusieurs fois Rain Man de Barry Levinson, pour essayer de retrouver le rapport qu'avait Tom Cruise (le frère) avec Dustin Hoffman (la personne autiste).

## Analyse